# Hermacha conspersa
Hermacha conspersa is een spinnensoort in de taxonomische indeling van de Entypesidae.
Hermacha conspersa werd in 1941 beschreven door Mello-Leitão.